# Jessie Baylin
Jessie Baylin é uma cantora de Nashville e compositora nascida em 04 de abril de 1984, em Gillette, Nova Jersey. Seu primeiro álbum, You foi produzido pelo vencedor do Grammy Awards Jesse Harris e é distribuído apenas através do iTunes.
Jessie e sua banda já excursionou com e executado com Marc Broussard, James Morrison, Dolores O'Riordan, Dennen Brett, Animal Liberation Orchestra, Teitur e Newton Faulkner.
A canção "So Hard" de Você foi caraterizado recentemente no programa de televisão popular,  "Army Wives" on Lifetime.
Baylin assinou seu primeiro grande contrato de gravação com o selo Verve Forecast. "Firesight'' foi lançado em 24 de junho de 2008 e estreou em # 34 Billboard's Top Heatseekers.

## Início da Vida
Nascido em Gillette, Nova Jersey, Baylin pendurada em torno do bar e restaurante de propriedade de seus pais durante a infância. "A energia não é poderoso", diz Baylin . "Nós temos alguns freqüentadores obscuros, e eu cresci completamente encantado por suas histórias''. Sua mãe iria se juntar a ela em singalongs da música pop clássico, mas por 13 anos Jessie jovem tinha descoberto algumas de suas maiores influências - Nina Simone, Ella Fitzgerald e Billie Holiday. Ela também foi inspirada Barbra Streisand e Judy Garland e sua intensidade emocional eletrificada ela. "Eles só deixam tudo para fora", observa ela . "Algo sobre os artistas que parece vulnerável o suficiente para quebrar, mas ao mesmo tempo são tão poderosos ... Eu amo essa linha fina . É por isso que eu coloquei tanto em minha performance no palco, porque isso é o que inspira me". Baylin se mudou para Los Angeles depois de assistir Professional Children's School (Onde ela era amigo íntimo de Scarlett Johansson) Para escapar de sua zona de conforto " e, na verdade, " para escapar de Nova Jersey''. Baylin escreveu sua primeira música com um amigo e imediatamente soube que tinha encontrado sua vocação. Depois disso, ela cortou algumas demos, resultando em uma residência da Casa da Moeda , o que levou a um crescente interesse em seu trabalho na indústria fonográfica. Ela se tornou uma cantora regular no Hotel Café, Surgindo como um dos pilares de uma cena vibrante de base do jovem cantore/ compositor. Jessie se mudou para Nashville para viver com o marido.

## Discografia

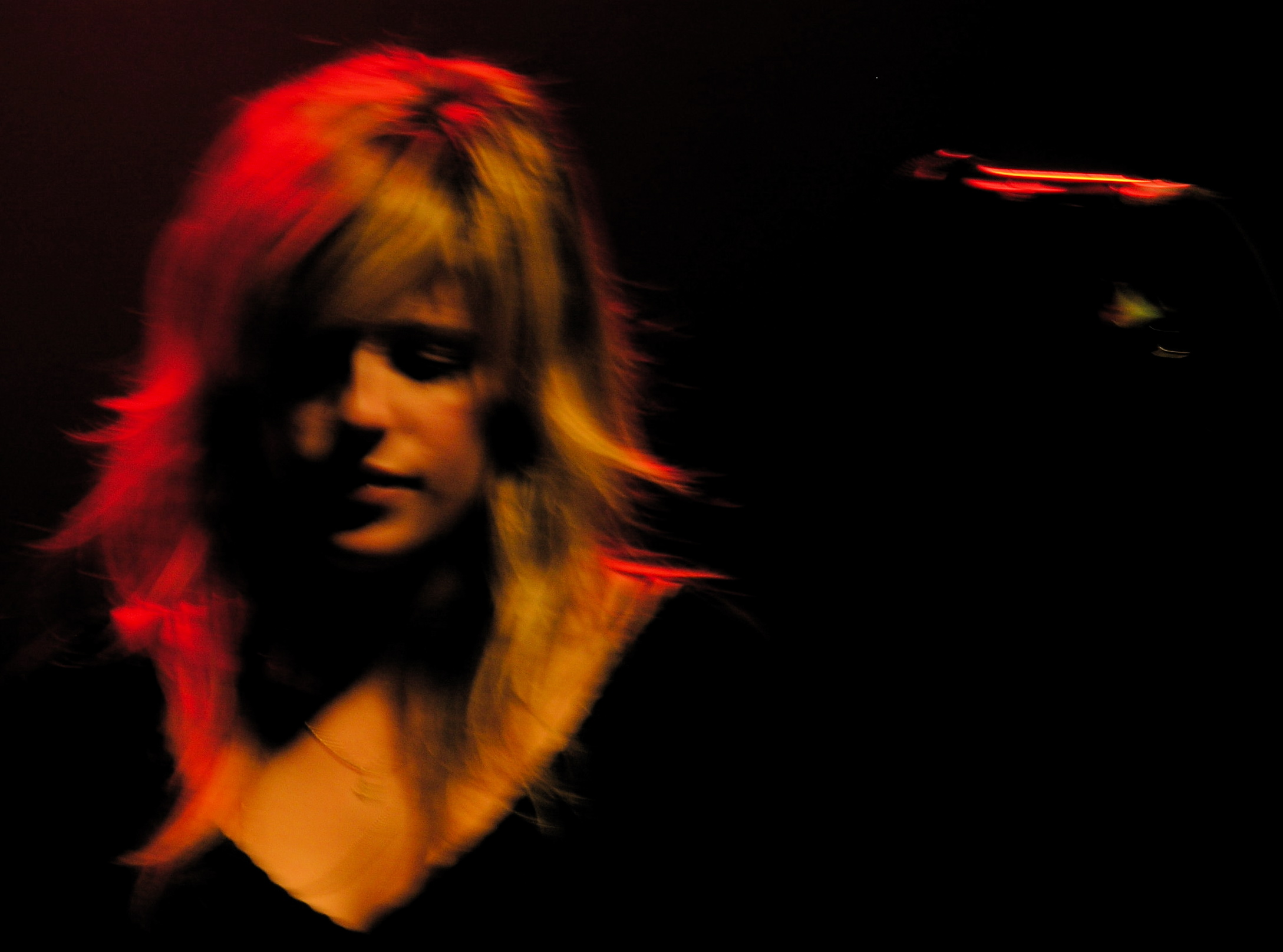
Baylin abre para James Morrison at Toronto's Mod Club Theatre, 5 de abril, 2007

O primeiro álbum de Jessie foi You foi uma amálgama, estilo intimista de pop, jazz, blues, western swing, e outros estilos rootsy. O álbum foi produzido por Jesse Harris com Norah Jones, Que co-escreveu a maioria das canções. O álbum foi lançado exclusivamente no iTunes.
Seu segundo álbum, "Firesight", foi lançado pelo selo Verve Forecast, em 2008. O álbum foi escrito por Baylin, Jesse Harris, Mike Daly, Goldenberg Mark, Greg Wells e Wilde Danny, e foi produzido e projetado por Roger Moutenot. A turnê deste álbum em 2009, apoiando Marc Broussard.
- You (iTunes)
- Firesight (2008, Verve Forecast)
- Little Spark (2012, Blonde Rat Records)
- Thorns (2012, iTunes Single)
- Dark Place (2015, Blonde Rat Records)

## Vida Pessoal
Jessie é casada com o Nathan Followill o baterista da banda Kings of Leon. Os dois se casaram em 14 de novembro de 2009, em Brentwood, Tennessee no Wolf Den Farm. O casal tem uma filha chamada Violet Marlowe Followill, nascida em 26 de dezembro de 2012, e em 10 de Abril de 2018, nasceu seu segundo filho, Oliver Francis Followill.